# 劉憶如
劉憶如（1955年4月7日—），中華民國政治人物，現任香港北威國際集團董事總經理、香港經濟發展委員會委員、美國亞洲協會（Asia Society）國際事務委員會委員、國立臺灣大學財務金融學系兼任教授、上海財經大學兼任教授、及南京大學校聘客座教授。
國立臺灣大學政治學系國際關係組學士、美國芝加哥大學企業管理碩士 、經濟學博士，專長領域為國際貿易與金融、財務管理、產業經濟及總體經濟；曾任財政部部長、行政院經濟建設委員會主任委員、立法院第五屆及第六屆立法委員。

## 生平
劉憶如曾任中華民國財政部部長、行政院經濟建設委員會主委、中國信託金控首席經濟顧問、日本大和總研全球首席經濟顧問，並擔任總統府財經諮詢委員、行政院政務顧問、立法院第五屆及第六屆立法委員（連任兩屆親民黨不分區立委第一名，卸任前辭職，轉戰無盟不分區立委第一名但未於2008年當選），擔任財政委員會召集委員、台灣證券交易所董事、台灣工業總會最高顧問。
長期任教於全球多所著名大學，包括美國芝加哥大學、美國紐約城市大學、澳洲國立大學、國立台灣大學、香港中文大學、以及中國清華大學，並曾任國立台灣大學財務金融系系主任暨研究所所長。

## 問政任教
曾發表多篇論文於頂尖國際學術期刊，並著作出版「東亞十國金融風暴前與後」、「BOT三贏策略」及「財經看臺灣」等專書。並長期為《中國時報》、《聯合報》、《蘋果日報》、《經濟日報》、《壹週刊》、中國《21世纪经济报道》、《天下雜誌》、《今週刊》與《新新聞》等多家媒體撰寫專欄。

### 立法委員
2001年，獲親民黨提名不分區立委而由教轉政，開始問政生涯，並於2004年連任。2007年11月18日，由於在親民黨的兩屆不分區立委將任滿，依內規不得再以不分區連任而無法參與國親聯盟的協調，終因無意競選區域立委提前宣布於20日辭職並退黨，改列無黨團結聯盟不分區立委候選人第一名，其遺缺由時任臺北市會計師公會理事長羅淑蕾遞補。2008年1月，因無盟政黨票不足1%、未達5%門檻，劉憶如無緣重返立法院。

### 經建會主委
劉憶如在2010年5月接任經建會主委一職，在職一年九個月中，大力推動六大新興等產業調整方案，同時擔任全球招商總舵手，並整合中央與地方，以「產業有家、家有產業」方案，確立台灣第一張地方產業發展藍圖。
雖然擔任閣員與過去工作經驗大不相同，但劉憶如很快的進入狀況，接下經建會主委沒多久即四處請益央行總裁、部會首長，構思台灣的經建藍圖，不久又帶著國內企業接連赴新加坡、印度、美國、日本招商，讓國際上看到台灣兩岸政策的大改變。她回憶，去新加坡招商時當地媒體大幅報導：「TAIWAN IS BACK」，他們認為台灣重新回到國際舞台，台灣不但在亞洲受到歡迎，甚至德國、英國也相繼邀請台灣前往訪問。這3年來除了赴海外招商，劉憶如也想到了招來的外商到底該落腳何地？於是她花了一年的時間構建「產業有家，家有產業」的分布藍圖，與22縣市進行了一百多場的座談會，如今這個七大生活圈的產業分布藍圖已完成初稿，預計3月拍板。她認為這不僅可以協助地方發展特色產業、也可為地方創造就業、紓解今天就業過度集中北部所衍生的房價大漲、所得分配不均等問題。前幾個月，看到台灣外貿情勢轉弱，她又想到未來赴外招商時可以同時進行貿易拓銷，馬上詳研國貿局現行招商模式，著手規劃拓銷的策略，希望能為台灣尋回四小龍之首的光榮過去。

### 宇昌案
2011年，擔任行政院經建會主委期間，因兼任行政院國發基金召集人，應立法院委員會要求，赴立法院提出「宇昌案」相關報告。而在該年12月12日對立法院的報告中，因幕僚針對一份未載明日期的簡報誤判日期，蔡英文因此認為造成其名譽權受損；劉憶如當時雖然在24小時內發現其幕僚誤判簡報日期，並主動召開記者會澄清及表示遺憾；但蔡英文仍認為此事件造成其名譽權受損，因而對劉憶如分別提出刑事及民事告訴。刑事部分，偵查結果全案獲「不起訴」處分。民事部分，2015年10月27日宣判劉憶如應賠償蔡英文200萬元，劉表示會上訴。2017年4月18日蔡英文與劉憶如二人於高等法院達成和解，蔡英文同意該事件係因劉憶如的幕僚誤判投資簡報日期所致，並非劉憶如變造文書。

### 財政部部長
2012年總統大選後，自經建會主委一職轉任財政部長，繼母親郭婉容後，成為台灣史上第二位的女性財政部長。
- 2012年4月，劉憶如宣示1個月內提出證所稅（證券交易所得稅）方案。
- 2012年4月12日，發表「財政部版」證所稅方案。
- 2012年4月24日，劉憶如表示，大家都知道，一般不管是經營企業也好，尤其是薪資所得者，一年如果薪資所得是400萬元的話，每年要繳的稅率是非常高的，將近100萬；但對於證所稅方案所要求對淨賺400萬元的，連20萬的稅都不願意繳，甚至揚言上街頭、揚言要出走，對所有台灣其他、幾乎大部份都是誠實納稅所賺的錢，且大部分是用來繳稅的，「我不曉得這些人要做何感想？」劉憶如還表示，「如果既得利益者他們要用落後來形容證所稅方案，連賺到的400萬、連20萬元的稅都不用繳，如果是這樣，台灣社會的公平正義，在這些人的心目中，我不曉得是有什麼樣的地位？我也不曉得這樣的想法和講法，他們是認為台灣的貧富差距，是不是他們完全看不見？也不覺得他們該負任何一點責任？」[4]
- 2012年4月26日，行政院院會上午調整財政部版本（即「政院版」），通過「所得稅法」等部分條文修正草案，規定自102年1月1日起，個人股票及私募證券投資信託基金受益憑證的交易所得，依本法規定課徵所得稅。
- 2012年5月10日，因為證所稅風波而傳出財政部長劉憶如於10日、11日連續兩天請假，座車更是從一大早就沒有出現在財政部的停車場裡頭。10日半夜，總統府發出新聞稿指出，馬總統和劉憶如深談半小時後，確定「續留」工作崗位為證所稅法案奮鬥，間接證實了請辭消息。[5]不過股市一週仍跌掉299.6點。根據證交所統計，本週臺股市值總值再降至20.2兆元，較上週21.3兆元減少約8120.5億元，減幅約3.86%，以有效開戶數890萬計算，平均每位股民又賠了9.1萬元。[6]
- 2012年5月29日，不滿國民黨立院黨團所提的證所稅「整合版」，財政部長劉憶如發布聲明稿並請辭財政部部長。

劉憶如辭職聲明稿全文如下：
|  | 財政部基於公平正義、量能課稅的理念，自3月28日起推動證所稅。4月12日提出財政部版本，送交行政院審查後，4月26日行政院版本經行政院院會通過，並於5月1日送交立法院。經過一個月各界討論後，國民黨立院黨團之證所稅整合版昨晚出爐。 該版本主要為對自然人微幅提高證交稅稅率，並將部份未上市櫃股票納入所得稅。依據這個整合版，以後所有在上市櫃股票市場大量獲利的人，仍不需繳納所得稅。這樣的版本，與財政部原規劃之證所稅版本差異甚大，本人在政策理念上無法認同，自此辭去財政部部長一職。 |

- 2012年5月30日，行政院長陳冲批准財政部長劉憶如請辭案，部務由曾銘宗次長暫代[8]。5月31日，馬英九總統任命前財政部政次張盛和接任部長。
- 後因證所稅導致到2013年6月證交稅短徵近550億，最後立法院於2013年6月25日三讀修正，全面推翻證所稅。

## 研究著作
劉憶如教授曾發表數十篇專業論文於各種國際學術期刊，包括Journal of Finance、International Economic Review、Journal of International Finance等，並出版「東亞十國金融風暴前與後」、「BOT三贏策略」及「財經看台灣」等專書著作，更長期為多家媒體撰寫專欄，共發表數百篇文章於各種報章及專業雜誌。另外，劉憶如教授曾接受二十多個國家之學術及政府機構邀請，出席國際會議發表論文及演說，並主持數十項跨領域大型研究計畫，同時經常性接受「美國聯邦儲備銀行」、「世界銀行」及「經濟合作與發展組織（OECD）」等機構邀請至亞洲、歐美各地參與國際會議並發表論文。

## 家族

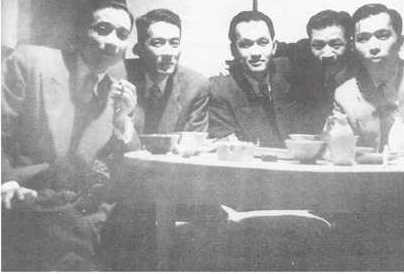
同任教於臺大的憲法學者劉慶瑞（左一）與彭明敏（中）等合影於1954年

- 父，劉慶瑞，國立臺灣大學政治系教授，中華民國重量級憲法權威。
- 母，郭婉容，前財政部長、前經建會主委。
- 劉憶如的表舅，彭明敏，綠營人士稱「臺灣獨立教父」。

## 外部連結
- 劉憶如中時部落格
- 劉憶如udn部落格 （页面存档备份，存于）
- 劉憶如部落格 （页面存档备份，存于）

| 中華民國政府職務 | 中華民國政府職務                                                  | 中華民國政府職務                   |
| ---------------- | ----------------------------------------------------------------- | ---------------------------------- |
| 行政院           |                                                                   |                                    |
| 前任： 蔡勳雄    | 行政院經濟建設委員會主任委員 第十四任 2010年5月20日－2012年2月6日 | 繼任： 尹啟銘                      |
| 前任： 李述德    | 財政部部長 第二十九任 2012年2月6日－2012年5月30日                 | 繼任： 曾銘宗（代理） 正任：張盛和 |